# Славянское (Гурьевский городской округ)
Славянское — посёлок в Гурьевском городском округе Калининградской области. Входил в состав Низовского сельского поселения (упразднёно в 2014 году).

## История
В середине XVII века Вольфсхёфен принадлежал семейству фон Крейтцен. В 1685 году имение было пожаловано курфюрстом Фридрихом Вильгельмом I министру Паулю Фрайгерру фон Фуксу, переименовавшему его в Фухсхёфен. В конце XVII века в Фухсхёфене был построен двухэтажный господский дом.
Последним владельцем Фухсхёфена был Фридрих фон Бассевиц (1898—1945), в 1922 году перестроивший и расширивший господский дом.
В 1807 году Фухсхёфен посетила королева Луиза, в память об этом событии в парке был установлен камень.
В 1946 году Фухсхёфен был переименован в поселок Славянское.
Во время боев 1945 года господский дом сгорел. В настоящее время парк одичал, от господского дома остались фрагменты стен, перевернутый памятный камень в честь королевы Луизы зарос.

## Население
| 2002 | 2010 |
| ---- | ---- |
| 114  | ↘91  |

В 1910 году в проживало 336 человек, в 1933 году — 331 человек, в 1939 году — 350 человек.